# Fly Away (SEAMOの曲)
『Fly Away』（フライ・アウェイ）は、SEAMOの7枚目のシングル。

## 解説
- 2007年7月25日にBMG JAPANより発売された。前作『Cry Baby』から約3か月でのリリースである。
- DVD付初回生産限定盤 PV「Cry Baby」とメイキング映像収録のDVD付。
- PVの企画・発案は監督を務めた映像チームELECROTNIK（エレクロトニック）。

## 収録曲
1. Fly Away
作詞：Naoki Takada　作曲：Naoki Takada & Shintaro "Growth" Izutsu　編曲：Shintaro "Growth" Izutsu　& Hiroto Suzuki
タイトルには、「勇気を出して前に飛び出そう!」「羽ばたいて行こう!」というメッセージが込められている。
スガシカオがギターで参加している。
本人曰く、ホーンセクション、ストリングス、ベースもほとんどが生音に差し替えられているため、贅沢な曲になっているとのこと。
PVは千葉県のBlue Fieldで行われ、新日本プロレスのタイガーマスク&田口隆祐vs獣神サンダー・ライガー&邪道のタッグマッチが行われている。
2. Rising Dragon feat. 2BACKKA
作詞：Naoki Takada,HAMMER & Mago　作曲：Naoki Takada & HAMMER　編曲：HAMMER
CBC『ザ・プロ野球　燃えよドラゴンズ!』2007年度テーマ曲。
基本的に東海3県ローカル放送のみの使用だったが（中日対巨人戦のTBS系列全国放送やTBSテレビを含む複数局ネット時は『Beautiful Flowers』〈BoA〉を使用）、中日対巨人戦のローカル放送とBS-i（現：BS-TBS）との同時放送時間帯（この場合、全国放送のものを使用した裏送り時間帯と同時放送時間帯でテーマ曲と番組名の表示が異なった）や、2007年のクライマックスシリーズと日本シリーズ（いずれも地上波）ではTBS系列全国放送でも使用された。
3. I Wanna Be...feat. KOZUE(TinyVoice R&B Remix)
作詞・作曲：Naoki Takada & Shintaro "Growth" Izutsu
4. Fly Away(Instrumental)
5. Rising Dragon(Instrumental)